# Cerro Cama
Cerro Cama est une localité située dans la province de Panamá, au Panama.